# 理事官
理事官（りじかん）は、公務員の官職の一つである。特定の事務を掌る比較的上級の官である。一般的な官庁では課長と課長補佐の中間的なポスト。

## 外務省
外務省における理事官とは、外交領事事務に直接関連する業務に従事する職員（外交官参照）。主として国家三種出身の職員が用いている名称であり、在外公館では1ヶ所につき最大で2名がいるのみで、いない館もある。書記官と同様に一等から三等と副理事官まで存在するが、実際には三等理事官以外の名称が用いられることはほとんど無い。

## 海難審判所
海難審判所における理事官とは、検察庁における検察官の役割を果たす。理事官は、海難審判所または地方海難審判所に所属する。理事官が海難を認知すると調査を開始し、海難審判開始の申立（または審判不要処分）を行う。海難審判においては、海難の原因について証拠を申出、あるいは意見を陳述する。審判官のなした裁決が確定したときには、理事官は裁決の執行を行う。執行される裁決の内容には、海技士・小型船舶操縦士・水先人の懲戒と、勧告の公示がある。懲戒には免許の取消し・業務の停止・戒告があり、それぞれ法定の手続に則り、理事官が執行する。

## 警察
警察では警察庁、警視庁及び一部の道府県警察本部に設置される管理職の役職名。
警察庁では「警視正」級の警察職員で占められている。長官官房、生活安全局、刑事局、警備局、交通局およびサイバー警察局の各課における管理・業務指導などを主な任務とする。
警視庁では「警視」級で、副署長経験者の警察職員が就いている。各部に所属し主要な課のナンバー2を務めており、同じ課に複数配置されることがある。警視庁刑事部捜査第二課の理事官には、 署長経験者のノンキャリアのベテラン警視の他にキャリアの警視も1人就く。この理事官は課長の命を受け、犯罪立件・内偵指揮・検察庁との合同捜査決定権などを持つ。

## 廃止された理事官等

### 韓国統監府
大韓帝国内の須要の地に置かれた理事庁における理事官とは、領事事務のほか、第二次日韓協約実施のために必要な事務を掌るために置かれた奏任官である。
「統監府及理事庁官制」（明治38年勅令第267号。朝鮮総督府官制（明治43年勅令第354号）により事実上失効。）では大韓帝国内の須要の地に置かれた理事庁に理事官（奏任、「レヂデント」と訳された。）及び副理事官（奏任）が置かれた。理事官の権限等は次の通りである。
- 理事官は、統監の指揮監督を承けて、従来韓国在勤領事に属していた事務並びに第2次日韓協約及び法令に基づき、理事官の執行すべき事務を管掌する。
- 理事官は、安寧秩序を保持するために、緊急の必要があると認める場合において、統監の命を請う余裕がないときは、当該地方駐在帝国軍隊の司令官に移牒して出兵を請うことができる。
- 理事官は、韓国の施政事務であって第2次日韓協約に基く義務の履行のために必要あるものにつき、事が緊急を要し統監の命を請う余裕がないと認めるときは、直ちに韓国当該地方官憲に移牒し、これを執行させて、後にこれを統監に報告しなければならない。
- 理事官は、理事庁令を発し、これに罰金10円以内、拘留又は科料の罰則を附することができる。

副理事官の権限等は次の通りである。
- 副理事官は、理事官の命を承け、庁務を掌り、理事官に事故あるときは臨時にその職務を代理する。
- 副理事官を2人以上を置く理事庁においては、その1人は主として法律事務を掌るものとする。